# Виллард (город, Миннесота)
Виллард (англ. Villard) — город в округе Поп, штат Миннесота, США. На площади 2,1 км² (2 км² — суша, водоёмов нет), согласно переписи 2002 года, проживают 244 человека. Плотность населения составляет 119,1 чел./км².
- Телефонный код города — 320
- Почтовый индекс — 56385
- FIPS-код города — 27-67144[1]
- GNIS-идентификатор — 0653658[2]